# Ligat ha’Al 2002/03
Die Ligat ha’Al 2002/03 war die vierte Spielzeit der höchsten israelischen Fußballliga unter diesem Namen, und die 54. Saison insgesamt. Sie begann am 14. September 2002 und endete am 31. Mai 2003.
Maccabi Tel Aviv gewann die Meisterschaft.

## Modus
Die zwölf Mannschaften spielten im Verlauf der Saison dreimal gegeneinander. Die Teams, die nach 22 Spielen die ersten sechs Plätze belegten, hatten ein Heimspiel mehr als die Teams auf den unteren sechs Plätzen. Die beiden Letztplatzierten mussten in die Liga Leumit absteigen.

## Vereine
| Verein                      | Stadt          | Stadion                        | Kapazität |
| --------------------------- | -------------- | ------------------------------ | --------- |
| Beitar Jerusalem            | Jerusalem      | Teddy-Stadion                  | 31.733    |
| Hapoel Tel Aviv             | Tel Aviv-Jaffa | Bloomfield-Stadion             | 29.150    |
| Maccabi Tel Aviv            | Tel Aviv-Jaffa | Bloomfield-Stadion             | 29.150    |
| Maccabi Haifa               | Haifa          | Kiryat-Eliezer-Stadion         | 14.000    |
| Hapoel Be’er Scheva         | Be’er Scheva   | Arthur-Vasermil-Stadion        | 13.000    |
| Hapoel Petach Tikwa         | Petach Tikwa   | HaMoshava-Stadion              | 11.500    |
| Maccabi Petach Tikwa        | Petach Tikwa   | HaMoshava-Stadion              | 11.500    |
| MS Aschdod                  | Aschdod        | HaYud-Alef-Stadion             | 07.800    |
| Maccabi Netanja             | Netanja        | Sar-Tov-Stadion                | 07.500    |
| Hapoel Ironi Rischon LeZion | Rischon LeZion | Haberfeld-Stadion              | 06.000    |
| Hapoel Kfar Saba            | Kfar Saba      | Levita-Stadion                 | 05.500    |
| Bne Jehuda Tel Aviv         | Tel Aviv-Jaffa | Hatikva-Nachbarschafts-Stadion | 04.020    |

## Abschlusstabelle
| Pl. | Verein                      | Sp. | S  | U  | N  | Tore    | Diff. | Punkte |
| --- | --------------------------- | --- | -- | -- | -- | ------- | ----- | ------ |
| 1.  | Maccabi Tel Aviv (P)        | 33  | 22 | 3  | 8  | 066:310 | +35   | 69     |
| 2.  | Maccabi Haifa (M)           | 33  | 21 | 6  | 6  | 075:420 | +33   | 69     |
| 3.  | Hapoel Tel Aviv             | 33  | 19 | 10 | 4  | 053:220 | +31   | 67     |
| 4.  | Maccabi Netanja             | 33  | 15 | 9  | 9  | 047:360 | +11   | 54     |
| 5.  | Hapoel Be’er Scheva         | 33  | 15 | 6  | 12 | 056:410 | +15   | 51     |
| 6.  | Maccabi Petach Tikwa        | 33  | 13 | 11 | 9  | 045:370 | +8    | 50     |
| 7.  | MS Aschdod                  | 33  | 11 | 7  | 15 | 035:490 | −14   | 40     |
| 8.  | Hapoel Petach Tikwa         | 33  | 11 | 6  | 16 | 041:530 | −12   | 39     |
| 9.  | Beitar Jerusalem            | 33  | 10 | 6  | 17 | 046:590 | −13   | 36     |
| 10. | Bne Jehuda Tel Aviv (N)     | 33  | 9  | 7  | 17 | 039:630 | −24   | 34     |
| 11. | Hapoel Kfar Saba (N) 1      | 33  | 7  | 5  | 21 | 043:810 | −38   | 23     |
| 12. | Hapoel Ironi Rischon LeZion | 33  | 4  | 6  | 23 | 035:670 | −32   | 18     |

Platzierungskriterien: 1. Punkte – 2. Tordifferenz – 3. geschossene Tore

| (M) | amtierender israelischer Meister     |
| (P) | amtierender israelischer Pokalsieger |
| (N) | Neuaufsteiger der letzten Saison     |

## Kreuztabelle
| Spieltag 1–22               | Maccabi Tel Aviv | Maccabi Haifa | Hapoel Tel Aviv | Maccabi Netanja | Hapoel Be’er Scheva | Maccabi Petach Tikwa | MS Aschdod | Hapoel Petach Tikwa | Beitar Jerusalem | Bne Jehuda Tel Aviv | Hapoel Kfar Saba | Hapoel Ironi Rischon LeZion |
| --------------------------- | ---------------- | ------------- | --------------- | --------------- | ------------------- | -------------------- | ---------- | ------------------- | ---------------- | ------------------- | ---------------- | --------------------------- |
| Maccabi Tel Aviv            |                  | 0:1           | 1:0             | 5:0             | 0:3                 | 4:2                  | 4:1        | 5:1                 | 4:1              | 1:0                 | 3:0              | 2:1                         |
| Maccabi Haifa               | 2:3              |               | 1:1             | 2:1             | 4:2                 | 3:1                  | 1:0        | 3:1                 | 0:1              | 5:2                 | 5:0              | 4:3                         |
| Hapoel Tel Aviv             | 3:1              | 1:2           |                 | 2:0             | 1:0                 | 0:0                  | 1:0        | 2:1                 | 2:0              | 3:                  | 2:1              | 1:1                         |
| Maccabi Netanja             | 3:1              | 0:0           | 2:2             |                 | 1:0                 | 0:0                  | 0:0        | 1:0                 | 1:1              | 1:0                 | 4:1              | 2:1                         |
| Hapoel Be’er Scheva         | 1:0              | 2:0           | 0:2             | 2:1             |                     | 2:0                  | 3:0        | 4:0                 | 2:0              | 2:3                 | 1:2              | 1:0                         |
| Maccabi Petach Tikwa        | 0:1              | 0:1           | 0:0             | 1:1             | 1:1                 |                      | 1:0        | 0:3                 | 5:1              | 2:0                 | 3:3              | 0:0                         |
| MS Aschdod                  | 0:1              | 2:3           | 0:0             | 2:1             | 2:2                 | 2:0                  |            | 2:0                 | 0:0              | 1:1                 | 0:5              | 2:1                         |
| Hapoel Petach Tikwa         | 1:2              | 1:1           | 2:3             | 2:1             | 0:1                 | 1:3                  | 0:0        |                     | 0:0              | 1:0                 | 1:3              | 2:3                         |
| Beitar Jerusalem            | 2:1              | 4:0           | 0:1             | 1:1             | 1:4                 | 1:3                  | 5:0        | 0:0                 |                  | 2:3                 | 1:0              | 2:0                         |
| Bne Jehuda Tel Aviv         | 2:0              | 1:3           | 1:4             | 1:2             | 0:0                 | 1:3                  | 2:1        | 1:2                 | 1:0              |                     | 2:3              | 4:1                         |
| Hapoel Kfar Saba            | 0:3              | 1:3           | 1:1             | 2:1             | 3:1                 | 1:3                  | 0:2        | 0:2                 | 1:3              | 0:1                 |                  | 1:0                         |
| Hapoel Ironi Rischon LeZion | 0:1              | 0:3           | 1:2             | 0:2             | 1:1                 | 1:1                  | 1:0        | 0:3                 | 4:0              | 2:3                 | 2:2              |                             |

| Spieltage 23–33             | Maccabi Tel Aviv | Maccabi Haifa | Hapoel Tel Aviv | Maccabi Netanja | Hapoel Be’er Scheva | Maccabi Petach Tikwa | MS Aschdod | Hapoel Petach Tikwa | Beitar Jerusalem | Bne Jehuda Tel Aviv | Hapoel Kfar Saba | Hapoel Ironi Rischon LeZion |
| --------------------------- | ---------------- | ------------- | --------------- | --------------- | ------------------- | -------------------- | ---------- | ------------------- | ---------------- | ------------------- | ---------------- | --------------------------- |
| Maccabi Tel Aviv            |                  | 2:0           | –               | –               | 2:1                 | 0:0                  | –          | –                   | –                | 5:0                 | 2:2              | 3:0                         |
| Maccabi Haifa               | –                |               | 1:1             | –               | 3:1                 | 1:1                  | –          | –                   | –                | 2:2                 | 5:1              | 2:1                         |
| Hapoel Tel Aviv             | 0:0              | –             |                 | 0:1             | –                   | –                    | 1:0        | 1:1                 | 4:1              | –                   | –                | 2:0                         |
| Maccabi Netanja             | 2:0              | 2:0           | –               |                 | –                   | 1:1                  | –          | –                   | –                | 2:0                 | 4:1              | 2:0                         |
| Hapoel Be’er Scheva         | –                | –             | 0:1             | 3:3             |                     | –                    | 0:1        | 1:2                 | 3:2              | –                   | –                | 5:1                         |
| Maccabi Petach Tikwa        | –                | –             | 1:0             | –               | 1:3                 |                      | 2:1        | 3:1                 | 0:1              | –                   | –                | 2:1                         |
| MS Aschdod                  | 0:3              | 1:5           | –               | 2:0             | –                   | –                    |            | 2:1                 | 2:1              | –                   | –                | –                           |
| Hapoel Petach Tikwa         | 0:3              | 0:5           | –               | 3:2             | –                   | –                    | –          |                     | 4:1              | –                   | 2:0              | –                           |
| Beitar Jerusalem            | 2:3              | 3:4           | –               | 0:2             | –                   | –                    | –          | –                   |                  | 4:1                 | 4:2              | –                           |
| Bne Jehuda Tel Aviv         | –                | –             | 1:3             | –               | 2:2                 | 1:4                  | 0:0        | 0:0                 | –                |                     | –                | –                           |
| Hapoel Kfar Saba            | –                | –             | 1:6             | –               | 1:2                 | 0:1                  | 2:5        | –                   | –                | 1:1                 |                  | –                           |
| Hapoel Ironi Rischon LeZion | –                | –             | –               | –               | –                   | –                    | 2:4        | 0:3                 | 1:1              | 1:2                 | 5:2              |                             |

## Torschützenliste
| Pl. | Name             | Team                                            | Tore |
| --- | ---------------- | ----------------------------------------------- | ---- |
| 01. | Shai Holtzman    | Hapoel Ironi Rischon LeZion (8) MS Aschdod (10) | 18   |
| 01. | Yaniv Abarjil    | Hapoel Kfar Saba                                | 18   |
| 03. | Kobi Refua       | Maccabi Petach Tikwa                            | 15   |
| 04. | Alon Mizrahi     | Hapoel Kfar Saba                                | 14   |
| 04. | Avi Nimni        | Maccabi Tel Aviv                                | 14   |
| 04. | Michael Zandberg | Maccabi Haifa                                   | 14   |
| 07. | Wladimir Andonow | Bne Jehuda Tel Aviv                             | 12   |
| 07. | Mano Hassan      | Bne Jehuda Tel Aviv (4) Hapoel Petach Tikwa (8) | 12   |
| 07. | Andrzej Kubica   | Beitar Jerusalem                                | 12   |
| 10. | Lior Asulin      | Maccabi Petach Tikwa                            | 11   |
| 10. | Đovani Roso      | Maccabi Haifa                                   | 11   |
| 10. | Itzak Zohar      | Beitar Jerusalem                                | 11   |